# Лазар Д. Лазаревић
Лазар Д. Лазаревић (Београд, 5. март 1850 — Београд, 27. јул 1911) био је српски генерал, начелник Трупног одељења Команде Активне војске и управник Краљевске српске војне Академије.

## Биографија
Лазар Д. Лазаревић је по завршетку 6 разреда гимназије, ступио у Артиљеријску школу (касније преименовану у Војну Академију) у Београду, октобра 1865, као питомац VII класе. Након што је произведен у коњичког потпоручника, бива упућен на даље школовање у Пруску, што је од 1872. године постала пракса за многе официре ове школе ради модернизације српске војске. Као коњички потпоручници, Лазаревић и његов колега из класе  Димитрије Цинцар-Марковић упућени су на даље усавршавање при 13. уланском пуку у Хановеру.
У Српско-турском рату 1876. године учествовао је као командир ескадрона, а у рату 1877—1878. био је командант Другог коњичког пука. Од 1878—1882 био је командир 1. гардијског ескадрона. Од 1879—1881. био је и ордонанс официр Књаза Милана да би касније постао његов ађутант (1881—1885) и командант краљеве гарде. У Српско-бугарском рату командовао је коњичким пуком.
Од 1885. до 1897. године био је командант коњице сталног кадра, да би од 1897. до 1900. године био начелник Трупног одељења и референт коњице команде Активне војске.
Ступањем краља Александра Обреновића на престо, Лазар Д. Лазаревић учествовао је у мисијама које су о томе извештавале европске дворове.
Генерал Лазаревић био је  управник Војне Академије у Београду од августа 1901. до марта 1904. године.
Осим што је носилац највиших домаћих одликовања, одликован је и немачким, руским, бугарским, енглеским, данским, турским, румунским и шведским ордењем.
По својој молби, пензионисан је 1905. године.
Његова унука, Надежда Лазаревић била је прва жена авио-инжињер у послератној Југославији.